# ویو والتونن
ویو والتونن (فنلاندی: Veijo Valtonen; ۵ اکتبر ۱۹۳۶ – ۱۱ ژوئن ۲۰۱۶) بازیکن فوتبال اهل فنلاند بود.
وی همچنین در تیم ملی فوتبال فنلاند بازی کرده‌است.